# جاده ای۵ (بریتانیا)
جاده ای۵ (انگلیسی: A5 road) یکی از جاده‌های کشور انگلستان است.
این جاده که از سیتی لندن شروع می‌شود در هولیهد، ولز به پایان می‌رسد، طول این جاده ۲۹۰٫۷۰ کیلومتر است.

## نگارخانه

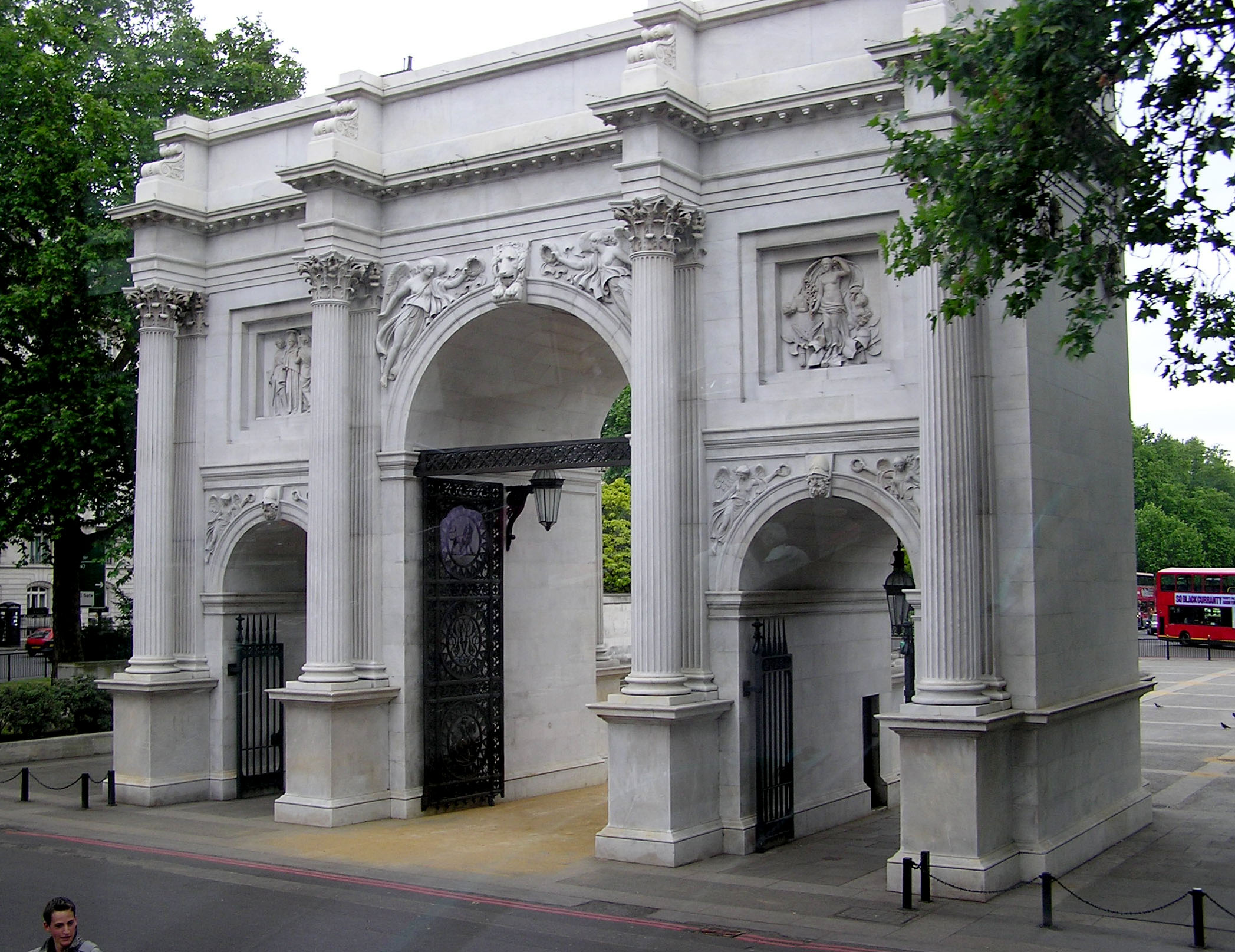
Marble Arch, London – start of the A5
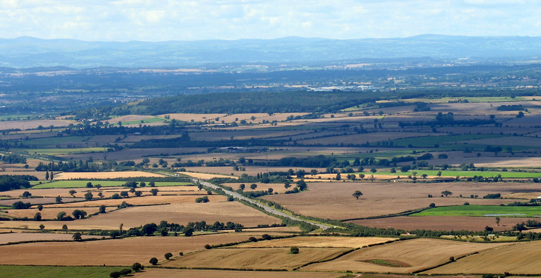
The A5 as it traverses rural شروپ‌شر near Wellington on a new alignment to that of the original Thomas Telford route
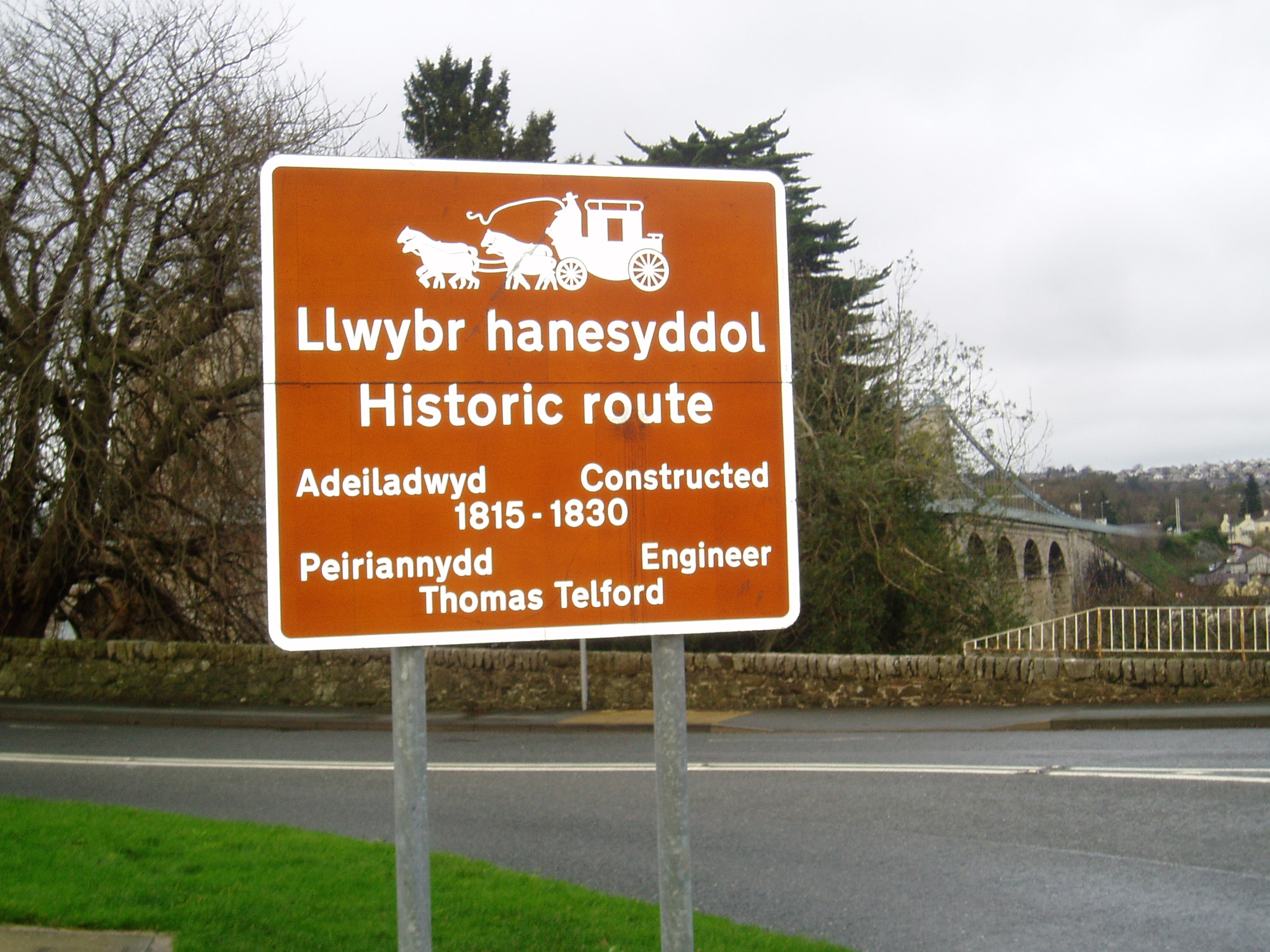
Sign of Thomas Telford's Historic Route
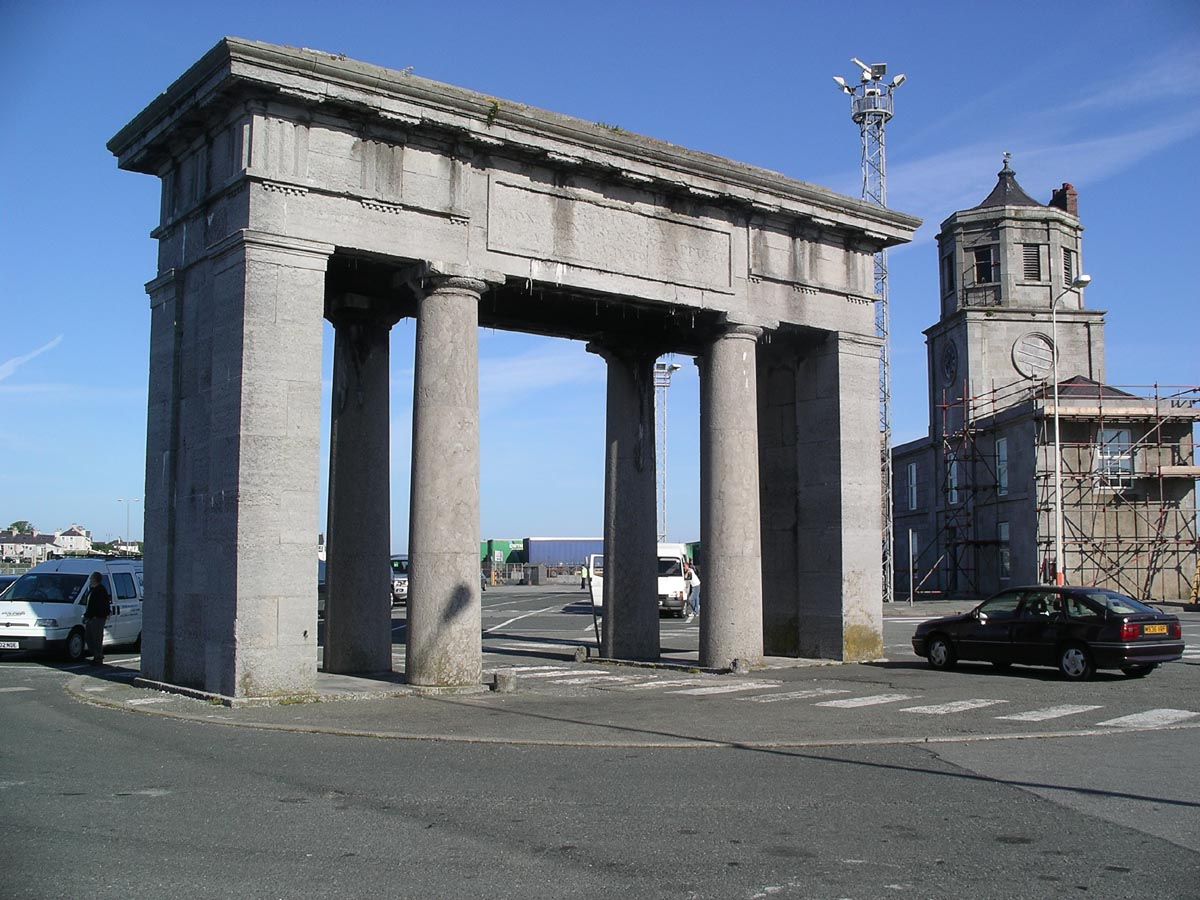
Admiralty Arch, Holyhead – end of the A5
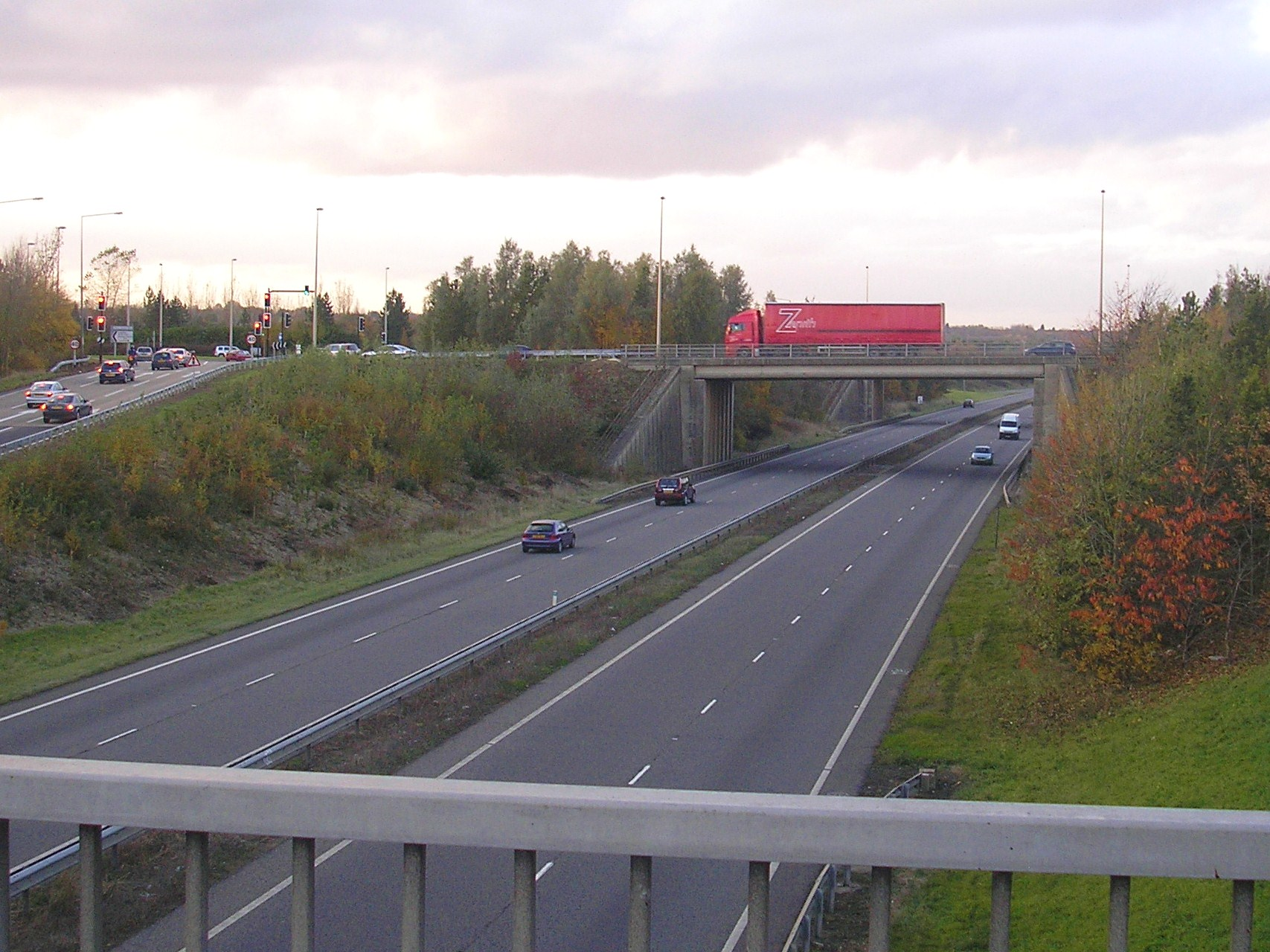